# Абатуров Костянтин Іванович
Костянти́н Іва́нович Абату́ров (рос. Константин Иванович Абатуров; * 27 грудня 1911, село Глазове, нині Буйського району Костромської області Росії — † 2001) — російський письменник. Член Спілки письменників Росії (Костромська обласна письменницька організація).

## Біографічні відомості
Працював у районній газеті «Буйский ударник».
1937 року закінчив заочне відділення Ленінградського інституту журналістики.
Працював заступником редактора обласної газети «Северная правда», директором книжкового видавництва, власним кореспондентом газети «Лесная промышленность».

## Творчість
Перші літературні спроби опублікував на початку 1930-х років.
1956 року Абатурова прийняли до Спілки письменників СРСР.
Автор романів «Юровські зошити», «В строю», оповідань, повістей, книги документальних оповідань і спогадів «Моя Шача».

## Основні видання
- В районном городе. — Ярославль: Верхне-Волжское книжное издательство, 1976. — 256 с.
- Тихая пристань: Рассказы. — Москва: Современник, 1976. — 175 с.
- Юровские тетради: Роман-хроника. — Москва: Современник, 1982. — 477 с.
- Грибная пора: Повести и рассказы. — Ярославль: Верхне-Волжское книжное издательство, 1982. — 320 с.
- В строю: Роман. — Ярославль: Верхне-Волжское книжное издательство, 1989. — 284 с. ISBN 5-7415-0011-0
- В краю Мазая. — Ярославль: Верхне-Волжское книжное издательство, 1993. — 127 с.
- Моя Шача. — Кострома, 1996. — 183 с. — (Литературная Кострома: Январь-март).
- Земля зовет…: Избранное. — Кострома, 2001. — 431 с.